# پیر شارل لانفان
پیر شارل لانفان (به فرانسوی: Pierre Charles L'Enfant) ‏(۲ آگوست ۱۷۵۴، پاریس - ۱۴ ژوئن ۱۸۲۵، مریلند) هنرمند، پرفسور و مهندس نظامی فرانسوی-آمریکایی که در سال ۱۷۹۱ نقشه شهر واشینگتن، دی.سی را به سبک باروک طراحی کرد. کار او امروزه به عنوان طرح لانفان شناخته می‏‌شود که الهام‌بخش پایتختهایی دیگر نظیر برازیلیا، کانبرا و دهلی‌نو بوده است. در ایالات متحده طرحهای دیترویت، ایندیاناپلیس و ساکرامنتو از طرح واسینگتن، دی .سی. الهام گرفته‏‌اند.

## دوره‌ی اول زندگی
لانفان در پاریس متولد شد. او سومین فرزند و دومین پسر شارلوت لانفان و پیر لانفان (۱۷۸۷-۱۷۰۴)، نقاش با شهرت خوبی نزد لوئی پانزدهم بود. در سال ۱۷۵۸، برادر بزرگترش در سن شش سالگی فوت می‌کند و او را با عنوان پسر ارشد تنها می‌گذارد. او قبل از آن که در جنگ انقلاب آمریکا نام‌نویسی کند در آکادمی سلطنتی لوور در فرانسه تحصیل می‌کرد.

## خدمت سربازی
لانفان به استخدام پیر بیومارکیز به منظور شرکت در جنگ انقلاب آمریکا، مستعمرات سیزده‌گانه، درآمد. او در سال ۱۷۷۷ یعنی زمانی که ۲۳ سال داشت به عنوان مهندس جنگ به خدمت ارتش قاره‌ای زیر نظر سرلشکر ماری ژوزف لافایت در آمد.

لانفان با وجود سابقه اشراف زادگی اش در ارتش آمریکا با عنوان پیتر شناخته شد.
او در سال ۱۷۷۹ در محاصره ساوانا زخمی شد ولی بهبود یافت و در جنگ انقلاب آمریکا به عنوان کاپیتان مهندس در جوخهٔ جنرال جرج واشنگتن خدمت کرد.